# Festival d'Angoulême 2001
Le 28e Festival international de la bande dessinée d'Angoulême s'est déroulé du 25 au 28 janvier 2001.

## Affiche
Florence Cestac

## Palmarès

### Grand Prix de la Ville d'Angoulême
Le grand prix de la ville d'Angoulême a été remis à Martin Veyron.

### Prix décernés par le jury
- Alph-Art du meilleur album : Jack Palmer : l'Enquête corse de René Pétillon, éd. Albin Michel, Paris
  - Luc Leroi : Toutes les fleurs s'appellent Tiaré de Jean-Claude Denis, éd. Casterman, Bruxelles
  - Les Entremondes : Lazaar de Manu Larcenet, éd. Dargaud, Paris
  - Déogratias de Jean-Philippe Stassen, éd. Dupuis, Marcinelle
  - Le Capitaine écarlate de David B. et Emmanuel Guibert, éd. Dupuis, Marcinelle
- Alph-Art du meilleur album étranger : Le canard qui aimait les poules de Carlos Nine, éd. Albin Michel, Paris
  - Le Journal de mon père : Tome 3 de Jirô Taniguchi, éd. Casterman, Bruxelles
  - Gemma Bovery de Posy Simmonds, éd. Denoël, Paris
  - Caricature de Daniel Clowes, éd. Rackham, Paris
  - Grimmy : Tome 10 de Mike Peters, éd. Dargaud, Paris
- Alph-Art du meilleur scénario : Les quatre fleuves de Edmond Baudoin et Fred Vargas, éd. Viviane Hamy, Paris
  - Petits contes noirs de Pierre Le Gall et Frank Le Gall, Dargaud, Paris
  - Le Professeur Bell : les Poupées de Jérusalem de Joann Sfar, éd. Delcourt, Paris
  - les Innommables : Pas-de-mâchoire de Yann et Didier Conrad, éd. Dargaud, Paris
  - La Rose de Jéricho : Dernier jour de Uriel, éd. Vents d'Ouest, Issy-les-Moulineaux
- Alph-Art coup de cœur : Persépolis : Tome 1 de Marjane Satrapi, éd. L'Association, Paris
  - Shenzhen de Guy Delisle, éd. L'Association, Paris
  - Blacksad : Quelque part parmi les ombres de Juanjo Guarnido et Juan Diaz Canales, éd. Dargaud, Paris
  - Vagues à l'âme de Grégory Mardon, éd. Les Humanoïdes Associés, Paris
  - Chiquito la Muerte : le Retour de Mananifek de Jean-Louis Capron et Hugues Micol, éd. Delcourt, Paris
- Alph-Art humour : Napoléon et Bonaparte de Jean-Marc Rochette, éd. Casterman, Bruxelles
  - Dans l'cochon tout est bon de Mazan, éd. Delcourt, Paris
  - La Mort et Lao Tseu : Pas de quartier de François Boucq, éd. Casterman, Bruxelles
  - Les Années Spoutnik : C'est moi le chef de Baru, éd. Casterman, Bruxelles
  - Donjon Parade : Un donjon de trop de Joann Sfar, Lewis Trondheim et Manu Larcenet, éd. Delcourt, Paris

### Autres prix du festival
- Alph-Art jeunesse 7-8 ans : Un drôle d'ange gardien : Un zoo à New York de Sandrine Revel et Denis-Pierre Filippi, éd. Delcourt, Paris
- Alph-Art jeunesse 9-12 ans : Les Profs : Interro surprise de Pica et Erroc, éd. Bamboo
  - CRS = Détresse : Coup, coup, c'est nous de Achdé et Raoul Cauvin, éd. Dargaud, Paris
  - Gaspard de Besse : la Légende de Behem, éd. Daric, Hyères
  - Malika Secouss : Crache ta joie de Téhem, éd. Glénat, Grenoble
  - La Clé du mystère : Meurtre sous la Manche de Alain Sikorski et Denis Lapière, éd. Dupuis, Marcinelle
- Alph-Art du public : les Bidochon : les Bidochons usent le forfait de Christian Binet, éd. Fluide glacial, Paris
- Alph-Art Fanzine : Stripburger (Slovénie)

Mention spéciale : Le Collectionneur de bandes dessinées
- Alph-Art de la bande dessinée scolaire : Vincent Perriot (16 ans)

Meilleur scénario : Chenda Khun (20 ans)
Humour : Mathieu Demore (18 ans)
- Alph-Art jeunes talents : Jacek Fras (Pologne)

### Prix remis dans le cadre du festival
- Prix de la critique : From Hell de Eddie Campbell et Alan Moore, éd. Delcourt, Paris
- Prix Tournesol : Dans l'cochon tout est bon de Mazan, éd. Delcourt, Paris
- Prix de l'École de l'image : Carlos Nine
- Prix de la bande dessinée chrétienne : L'Évangile pour les enfants, en bandes dessinées, par Jean-François Kieffer et Christine Ponsard, éd. Fleurus, Paris

## Pays invité
Japon

## Déroulement du festival
Exposition Suisse «Les nièces et les neveux de Töppfer»

Une première à l'occasion des expositions sur le thèmes des mangas, l'organisation d'un cosplay

En tout, le festival aurait accueilli 210 000 visiteurs.

## Jury
Florence Cestac, Sophie Barets, Michèle Bernier, Hélène Desproges, Yaël Eckert, Marie-Ange Guillaume, Nathalie Roques, Susanna Shannon, Myriam Tonelotto, Albert Algoud.